# سوت تنفسی
سوت تنفسی (انگلیسی: Stridor) صدای ریوی مداوم و بلندی است که هنگام سمع ریه در مرحله دم شنیده می‌شود و به علت تنگی مجاری هوایی فوقانی (مانند حنجره)است.
علل احتمالی ایجاد سوت تنفسی: اپی‌گلوتیت، خروسک، ادم مجاری تنفسی (حنجره) و شکستگی غضروف تیروئید و وجود جسم خارجی در مجاری تنفسی ، سوختگی مجاری فوقانی تنفسی.